# Cantone di Argelès-Gazost
Il Cantone di Argelès-Gazost era una divisione amministrativa dell'arrondissement di Argelès-Gazost.
A seguito della riforma approvata con decreto del 25 febbraio 2014, che ha avuto attuazione dopo le elezioni dipartimentali del 2015, è stato soppresso.

## Composizione
Comprendeva i comuni di:
- Adast
- Agos-Vidalos
- Arcizans-Avant
- Argelès-Gazost
- Artalens-Souin
- Ayros-Arbouix
- Ayzac-Ost
- Beaucens
- Boô-Silhen
- Cauterets
- Gez
- Lau-Balagnas
- Ouzous
- Pierrefitte-Nestalas
- Préchac
- Saint-Pastous
- Saint-Savin
- Salles
- Sère-en-Lavedan
- Soulom
- Uz
- Vier-Bordes
- Villelongue